# Voyagin
Voyagin（ボヤジン）は、楽天株式会社が運営する旅行体験・オプショナルツアーのオンライン予約サービスを提供サービス名のこと。 2011年にFindJPNとして設立され、2012年に共同創業者の高橋理志、Tushar Khandelwal、林寛之によってVoyaginへと商標変更された。
2015年7月以降、楽天がVoyaginの過半数の株式を取得している。 2020年7月1日、楽天に吸収合併（簡易合併・略式合併）され、運営主体が楽天株式会社となった。。2021年12月、サービス名が「楽天トラベル 観光体験（英語名：Rakuten Travel Experiences）」に変更され、リニューアルオープンされた。

## 事業
Voyaginは、アジア・ヨーロッパ・米国において、旅行者がチケットやツアーを予約できるサービスを提供している。日本旅行業協会正会員。東京都千代田区にオフィスを持つ。

## 沿革
2011年1月、共同創業者の高橋理志、Tushar Khandelwal、林寛之によって、FindJPNが設立される。
2012年、グローバルツアー・旅行体験予約へとサービスを展開にあたり、商標がVoyaginへと変更される。日本のスタートアップ育成プログラムであるOpen Network Labのもとに設立され、後に株式会社デジタルガレージをはじめとする、投資家からの資金調達に成功する。
2014年、シンガポール国立研究財団、ジャングル・ベンチャーズらによる、2度目の資金調達（50万ドル）に成功する。
2015年7月2日、楽天株式会社が、アジア旅行業界のシェア拡大を目的に、6ヶ月間の協議の後、Voyaginの過半数の株式取得を発表した。
2018年6月11日、環境省と国立公園オフィシャルパートナーシップを締結したことが発表された。
2020年2月18日、AI旅行提案サービス「AVA Travel（アバトラベル）」との連携が発表、開始された。
2020年7月1日、楽天に吸収合併（簡易合併・略式合併）され、運営主体が楽天株式会社となった。。
2021年12月23日、サービス名が「楽天トラベル 観光体験（英語名：Rakuten Travel Experiences）」に変更され、リニューアルオープンされた。